# Llandovery (série)
Pour les articles homonymes, voir Llandovery (homonymie).
Stratigraphie
Ordovicien supérieur Wenlock
Ordovicien
Le Llandovery est la première série géologique du Silurien, dans l'ère paléozoïque. Le Llandovery s'étend de 443,8 ± 1,5 à 433,4 ± 0,8 Ma (millions d'années). Cette série est subdivisée en trois étages géologiques : le Rhuddanien, l'Aéronien et le Télychien,.

## Nomenclature
La nomenclature des séries et étages du Silurien date de 1985.
Les séries du Silurien sont les seules dans la nomenclature internationale de l'échelle des temps géologiques qui, construites à partir de noms de lieux, n'ont pas de suffixe en « ien ». Par exemple, le Llandovery ne devient pas Llandovérien, même si le terme est parfois utilisé, mais n'est pas accepté par la Commission stratigraphique internationale et l'Union internationale des sciences géologiques (UISG),,.